# Tanaostigmodes coccophagus
Tanaostigmodes coccophagus is een vliesvleugelig insect uit de familie Tanaostigmatidae. De wetenschappelijke naam is voor het eerst geldig gepubliceerd in 1940 door Blanchard.